# Campeonato colombiano 1956
El Campeonato colombiano 1956 fue el noveno torneo de la Categoría Primera A de fútbol profesional colombiano en la historia.

## Desarrollo
El campeón de esta edición fue el Deportes Quindío, obteniendo su primer y hasta ahora único título en su historia. El subcampeón fue Millonarios.
Deportivo Pereira, Atlético Bucaramanga y Unión Magdalena retornaron al torneo, mientras que el Deportivo Cali fue desafiliado de la División Mayor del Fútbol Colombiano indefinidamente. Realizó su aparición el club Libertad de Barranquilla.
Entre sus estrellas se encontraban Jaime Gutiérrez quién se convirtió en el primer colombiano en ganar el "botín de oro" a los servicios del campeón Deportes Quindío con 21 goles y Eliecer "el maestrico" Duque, quién en 1960 jugaría para el rival de patio: el Deportivo Pereira.  El campeón, Deportes Quindío, protagonizó la máxima goleada superando 7-1 a su clásico rival del eje Cafetero.

## Datos de los clubes
| Equipo                 | Departamento       | Ciudad       |
| ---------------------- | ------------------ | ------------ |
| América de Cali        | Valle del Cauca    | Cali         |
| Atlético Bucaramanga   | Santander          | Bucaramanga  |
| Atlético Nacional      | Antioquia          | Medellín     |
| Boca Juniors de Cali   | Valle del Cauca    | Cali         |
| Cúcuta Deportivo       | Norte de Santander | Cúcuta       |
| Deportes Quindío       | Caldas             | Armenia      |
| Deportes Tolima        | Tolima             | Ibagué       |
| Deportivo Pereira      | Caldas             | Pereira      |
| Independiente Medellín | Antioquia          | Medellín     |
| Libertad               | Atlántico          | Barranquilla |
| Millonarios            | Bogotá, D. C.      | Bogotá       |
| Independiente Santa Fe | Bogotá, D. C.      | Bogotá       |
| Unión Magdalena        | Magdalena          | Santa Marta  |

## Clasificación
| Pos. | Equipo                   | Pts. | PJ | G  | E | P  | GF | GC | Dif. | Clasificación |
| ---- | ------------------------ | ---- | -- | -- | - | -- | -- | -- | ---- | ------------- |
| 1    | Deportes Quindío         | 37   | 24 | 17 | 3 | 4  | 67 | 34 | +33  | Campeón.      |
| 2    | Millonarios              | 34   | 24 | 16 | 2 | 6  | 48 | 35 | +13  |               |
| 3    | Boca Juniors de Cali     | 33   | 24 | 14 | 5 | 5  | 55 | 44 | +11  |               |
| 4    | Cúcuta Deportivo         | 32   | 24 | 13 | 6 | 5  | 64 | 38 | +26  |               |
| 5    | Independiente Medellín   | 30   | 24 | 12 | 6 | 6  | 62 | 35 | +27  |               |
| 6    | Deportes Tolima          | 30   | 24 | 12 | 6 | 6  | 48 | 34 | +14  |               |
| 7    | América de Cali          | 24   | 24 | 11 | 2 | 11 | 44 | 46 | −2   |               |
| 8    | Libertad de Barranquilla | 21   | 24 | 9  | 3 | 12 | 44 | 59 | −15  |               |
| 9    | Atlético Nacional        | 20   | 24 | 8  | 4 | 12 | 53 | 57 | −4   |               |
| 10   | Deportivo Pereira        | 15   | 24 | 6  | 3 | 15 | 38 | 56 | −18  |               |
| 11   | Atlético Bucaramanga     | 15   | 24 | 5  | 5 | 14 | 34 | 56 | −22  |               |
| 12   | Santa Fe                 | 13   | 24 | 6  | 1 | 17 | 35 | 56 | −21  |               |
| 13   | Unión Magdalena          | 8    | 24 | 3  | 2 | 19 | 34 | 76 | −42  |               |

 Fuente: Rsssf

## Resultados
| Boca Juniors de Cali | 2 – 1 | Deportivo Pereira    | 29 de abril |
| Cúcuta Deportivo     | 4 – 2 | Millonarios          | 29 de abril |
| Indendiente Medellín | 5 – 1 | Atlético Bucaramanga | 29 de abril |
| Santa Fe             | 2 – 0 | Libertad             | 29 de abril |
| Deportes Quindío     | 5 – 1 | América de Cali      | 29 de abril |
| Unión Magdalena      | 2 – 3 | Deportes Tolima      | 29 de abril |

| América de Cali      | 1 – 3 | Independiente Medellín | 6 de mayo |
| Atlético Bucaramanga | 1 – 1 | Santa Fe               | 6 de mayo |
| Deportes Tolima      | 1 – 1 | Deportes Quindío       | 6 de mayo |
| Deportivo Pereira    | 5 – 0 | Unión Magdalena        | 6 de mayo |
| Libertad             | 0 – 8 | Cúcuta Deportivo       | 6 de mayo |
| Millonarios          | 3 – 2 | Boca Juniors de Cali   | 6 de mayo |

| Atlético Bucaramanga   | 1 – 6 | América de Cali   | 13 de mayo |
| Boca Juniors de Cali   | 2 – 1 | Libertad          | 13 de mayo |
| Independiente Medellín | 3 – 2 | Deportes Tolima   | 13 de mayo |
| Santa Fe               | 0 – 2 | Cúcuta Deportivo  | 13 de mayo |
| Deportes Quindío       | 7 – 1 | Deportivo Pereira | 13 de mayo |
| Unión Magdalena        | 1 – 3 | Millonarios       | 13 de mayo |

| América de Cali   | 2 – 0 | Santa Fe               | 20 de mayo |
| Cúcuta Deportivo  | 0 – 1 | Boca Juniors de Cali   | 20 de mayo |
| Deportes Tolima   | 3 – 0 | Atlético Bucaramanga   | 20 de mayo |
| Deportivo Pereira | 1 – 2 | Independiente Medellín | 20 de mayo |
| Libertad          | 2 – 0 | Unión Magdalena        | 20 de mayo |
| Millonarios       | 2 – 3 | Deportes Quindío       | 20 de mayo |

| América de Cali        | 3 – 3 | Deportes Tolima      | 27 de mayo |
| Atlético Bucaramanga   | 0 – 2 | Atlético Nacional    | 27 de mayo |
| Independiente Medellín | 3 – 3 | Millonarios          | 27 de mayo |
| Santa Fe               | 2 – 3 | Boca Juniors de Cali | 27 de mayo |
| Deportes Quindío       | 4 – 0 | Libertad             | 27 de mayo |
| Unión Magdalena        | 1 – 2 | Cúcuta Deportivo     | 27 de mayo |

| Atlético Nacional    | 2 – 2 | Independiente Medellín | 3 de junio |
| Boca Juniors de Cali | 5 – 3 | Unión Magdalena        | 3 de junio |
| Cúcuta Deportivo     | 0 – 3 | Deportes Quindío       | 3 de junio |
| Deportes Tolima      | 2 – 0 | Santa Fe               | 3 de junio |
| Deportivo Pereira    | 2 – 3 | América de Cali        | 3 de junio |
| Millonarios          | 3 – 2 | Atlético Bucaramanga   | 3 de junio |

| América de Cali        | 1 – 2 | Millonarios          | 10 de junio |
| Deportes Tolima        | 2 – 1 | Deportivo Pereira    | 10 de junio |
| Independiente Medellín | 1 – 2 | Cúcuta Deportivo     | 10 de junio |
| Santa Fe               | 3 – 1 | Unión Magdalena      | 10 de junio |
| Libertad               | 3 – 2 | Atlético Nacional    | 10 de junio |
| Deportes Quindío       | 0 – 0 | Boca Juniors de Cali | 10 de junio |

| Atlético Nacional    | 3 – 1 | Deportivo Pereira      | 17 de junio |
| Boca Juniors de Cali | 1 – 1 | Independiente Medellín | 17 de junio |
| Cúcuta Deportivo     | 1 – 1 | Atlético Bucaramanga   | 17 de junio |
| Libertad             | 2 – 1 | América de Cali        | 17 de junio |
| Millonarios          | 2 – 0 | Deportes Tolima        | 17 de junio |
| Unión Magdalena      | 4 – 3 | Deportes Quindío       | 17 de junio |

| América de Cali        | 3 – 2 | Cúcuta Deportivo     | 24 de junio |
| Atlético Bucaramanga   | 1 – 2 | Boca Juniors de Cali | 24 de junio |
| Deportes Tolima        | 2 – 1 | Libertad             | 24 de junio |
| Deportivo Pereira      | 1 – 2 | Millonarios          | 24 de junio |
| Independiente Medellín | 6 – 0 | Unión Magdalena      | 24 de junio |
| Santa Fe               | 0 – 1 | Atlético Nacional    | 24 de junio |

| Boca Juniors de Cali | 2 – 0 | América de Cali        | 1 de julio |
| Cúcuta Deportivo     | 2 – 3 | Deportes Tolima        | 1 de julio |
| Libertad             | 3 – 1 | Deportivo Pereira      | 1 de julio |
| Millonarios          | 1 – 0 | Santa Fe               | 1 de julio |
| Deportes Quindío     | 2 – 1 | Independiente Medellín | 1 de julio |
| Unión Magdalena      | 0 – 2 | Atlético Bucaramanga   | 1 de julio |

| América de Cali        | 3 – 2 | Atlético Nacional    | 8 de julio |
| Atlético Bucaramanga   | 1 – 3 | Deportes Quindío     | 8 de julio |
| Deportes Tolima        | 2 – 2 | Boca Juniors de Cali | 8 de julio |
| Deportivo Pereira      | 1 – 1 | Cúcuta Deportivo     | 8 de julio |
| Independiente Medellín | 3 – 0 | Santa Fe             | 8 de julio |
| Millonarios            | 0 – 1 | Libertad             | 8 de julio |

| América de Cali      | 2 – 2 | Unión Magdalena   | 13 de julio |
| Atlético Bucaramanga | 2 – 1 | Libertad          | 13 de julio |
| Deportivo Pereira    | 2 – 1 | Santa Fe          | 13 de julio |
| Deportes Quindío     | 3 – 2 | Atlético Nacional | 13 de julio |

| Atlético Bucaramanga | 3 – 1 | Deportivo Pereira      | 5 de agosto |
| Libertad             | 1 – 3 | Independiente Medellín | 5 de agosto |
| Millonarios          | 1 – 2 | Atlético Nacional      | 5 de agosto |
| Deportes Quindío     | 3 – 0 | Santa Fe               | 5 de agosto |

| América de Cali      | 3 – 1 | Deportes Quindío       | 12 de agosto |
| Atlético Bucaramanga | 2 – 1 | Independiente Medellín | 12 de agosto |
| Deportes Tolima      | 4 – 1 | Unión Magdalena        | 12 de agosto |
| Deportivo Pereira    | 2 – 2 | Boca Juniors de Cali   | 12 de agosto |
| Libertad             | 2 – 3 | Santa Fe               | 12 de agosto |
| Millonarios          | 2 – 3 | Cúcuta Deportivo       | 12 de agosto |

| Boca Juniors de Cali   | 1 – 2 | Millonarios          | 19 de agosto |
| Cúcuta Deportivo       | 3 – 4 | Libertad             | 19 de agosto |
| Independiente Medellín | 1 – 2 | América de Cali      | 19 de agosto |
| Santa Fe               | 3 – 1 | Atlético Bucaramanga | 19 de agosto |
| Deportes Quindío       | 2 – 0 | Deportes Tolima      | 19 de agosto |
| Unión Magdalena        | 3 – 1 | Deportivo Pereira    | 19 de agosto |

| América de Cali   | 1 – 0 | Atlético Bucaramanga   | 26 de agosto |
| Cúcuta Deportivo  | 6 – 1 | Santa Fe               | 26 de agosto |
| Deportes Tolima   | 0 – 0 | Independiente Medellín | 26 de agosto |
| Deportivo Pereira | 0 – 1 | Deportes Quindío       | 26 de agosto |
| Libertad          | 4 – 4 | Boca Juniors de Cali   | 26 de agosto |
| Millonarios       | 3 – 1 | Unión Magdalena        | 26 de agosto |

| Atlético Bucaramanga   | 2 – 3 | Deportes Tolima   | 2 de septiembre |
| Boca Juniors de Cali   | 1 – 6 | Cúcuta Deportivo  | 2 de septiembre |
| Independiente Medellín | 6 – 1 | Deportivo Pereira | 2 de septiembre |
| Santa Fe               | 0 – 1 | América de Cali   | 2 de septiembre |
| Deportes Quindío       | 1 – 2 | Millonarios       | 2 de septiembre |
| Unión Magdalena        | 2 – 2 | Libertad          | 2 de septiembre |

| Atlético Nacional    | 2 – 2 | Atlético Bucaramanga   | 9 de septiembre |
| Boca Juniors de Cali | 2 – 1 | Santa Fe               | 9 de septiembre |
| Cúcuta Deportivo     | 4 – 2 | Unión Magdalena        | 9 de septiembre |
| Deportes Tolima      | 2 – 1 | América de Cali        | 9 de septiembre |
| Libertad             | 1 – 2 | Deportes Quindío       | 9 de septiembre |
| Millonarios          | 1 – 1 | Independiente Medellín | 9 de septiembre |

| América de Cali        | 1 – 3 | Deportivo Pereira    | 16 de septiembre |
| Atlético Bucaramanga   | 1 – 2 | Millonarios          | 16 de septiembre |
| Independiente Medellín | 4 – 2 | Atlético Nacional    | 16 de septiembre |
| Santa Fe               | 1 – 6 | Deportes Tolima      | 16 de septiembre |
| Deportes Quindío       | 1 – 1 | Cúcuta Deportivo     | 16 de septiembre |
| Unión Magdalena        | 0 – 4 | Boca Juniors de Cali | 16 de septiembre |

| Atlético Nacional    | 7 – 5 | Libertad               | 23 de septiembre |
| Boca Juniors de Cali | 1 – 3 | Deportes Quindío       | 23 de septiembre |
| Cúcuta Deportivo     | 3 – 3 | Independiente Medellín | 23 de septiembre |
| Deportivo Pereira    | 1 – 3 | Deportes Tolima        | 23 de septiembre |
| Millonarios          | 2 – 1 | América de Cali        | 23 de septiembre |
| Unión Magdalena      | 2 – 5 | Santa Fe               | 23 de septiembre |

| América de Cali        | 1 – 3 | Libertad             | 30 de septiembre |
| Atlético Bucaramanga   | 1 – 1 | Cúcuta Deportivo     | 30 de septiembre |
| Deportes Tolima        | 0 – 1 | Millonarios          | 30 de septiembre |
| Deportivo Pereira      | 1 – 1 | Atlético Nacional    | 30 de septiembre |
| Independiente Medellín | 1 – 2 | Boca Juniors de Cali | 30 de septiembre |
| Deportes Quindío       | 4 – 3 | Unión Magdalena      | 30 de septiembre |

| Atlético Nacional    | 3 – 2 | Santa Fe               | 7 de octubre |
| Boca Juniors de Cali | 5 – 3 | Atlético Bucaramanga   | 7 de octubre |
| Cúcuta Deportivo     | 3 – 2 | América de Cali        | 7 de octubre |
| Libertad             | 1 – 0 | Deportes Tolima        | 7 de octubre |
| Millonarios          | 1 – 2 | Deportivo Pereira      | 7 de octubre |
| Unión Magdalena      | 1 – 5 | Independiente Medellín | 7 de octubre |

| América de Cali        | 0 – 2 | Boca Juniors de Cali | 14 de octubre |
| Atlético Bucaramanga   | 2 – 1 | Unión Magdalena      | 14 de octubre |
| Deportes Tolima        | 1 – 1 | Cúcuta Deportivo     | 14 de octubre |
| Deportivo Pereira      | 4 – 0 | Libertad             | 14 de octubre |
| Independiente Medellín | 2 – 0 | Deportes Quindío     | 14 de octubre |
| Santa Fe               | 1 – 3 | Millonarios          | 14 de octubre |

| Atlético Nacional    | 2 – 3 | América de Cali        | 14 de octubre |
| Boca Juniors de Cali | 3 – 1 | Deportes Tolima        | 14 de octubre |
| Cúcuta Deportivo     | 4 – 1 | Deportivo Pereira      | 14 de octubre |
| Santa Fe             | 2 – 3 | Independiente Medellín | 14 de octubre |
| Libertad             | 2 – 3 | Millonarios            | 14 de octubre |
| Deportes Quindío     | 4 – 2 | Atlético Bucaramanga   | 14 de octubre |

| Atlético Nacional | 2 – 5 | Deportes Quindío     | 28 de octubre |
| Santa Fe          | 3 – 0 | Deportivo Pereira    | 28 de octubre |
| Libertad          | 1 – 1 | Atlético Bucaramanga | 28 de octubre |
| Unión Magdalena   | 1 – 2 | América de Cali      | 28 de octubre |

| Atlético Nacional      | 1 – 2 | Millonarios          | 1 de noviembre |
| Deportivo Pereira      | 4 – 2 | Atlético Bucaramanga | 1 de noviembre |
| Independiente Medellín | 2 – 3 | Libertad             | 1 de noviembre |
| Santa Fe               | 4 – 6 | Deportes Quindío (C) | 1 de noviembre |

| Unión Magdalena      | 1 – 3 | Atlético Nacional    | 8 de junio      |
| Atlético Nacional    | 2 – 2 | Deportes Tolima      | 26 de junio     |
| Cúcuta Deportivo     | 2 – 1 | Atlético Nacional    | 22 de julio     |
| Atlético Nacional    | 2 – 3 | Cúcuta Deportivo     | 15 de agosto    |
| Boca Juniors de Cali | 5 – 2 | Atlético Nacional    | 30 de agosto    |
| Atlético Nacional    | 1 – 2 | Unión Magdalena      | 9 de septiembre |
| Atlético Nacional    | 5 – 1 | Boca Juniors de Cali | 1 de noviembre  |
| Deportes Tolima      | 3 – 1 | Atlético Nacional    | 4 de noviembre  |

| 1956                   | AME | BJC | BUC | CUC | LIB | MAG | MED | MIL | NAL | PER | QUI | SFE | TOL |
| América de Cali        |     | 0:2 | 1:0 | 3:2 | 1:3 | 2:2 | 1:3 | 1:2 | 3:2 | 1:3 | 3:1 | 2:0 | 3:3 |
| Boca Juniors de Cali   | 2:0 |     | 5:3 | 1:6 | 2:1 | 5:3 | 1:1 | 1:2 | 5:2 | 2:1 | 1:3 | 2:1 | 3:1 |
| Atlético Bucaramanga   | 1:6 | 1:2 |     | 1:1 | 2:1 | 2:1 | 2:1 | 1:2 | 0:2 | 3:1 | 1:3 | 1:1 | 2:3 |
| Cúcuta Deportivo       | 3:2 | 0:1 | 1:1 |     | 3:4 | 4:2 | 3:3 | 4:2 | 2:1 | 4:1 | 0:3 | 6:1 | 2:3 |
| Libertad               | 2:1 | 4:4 | 1:1 | 0:8 |     | 2:0 | 1:3 | 2:3 | 3:2 | 3:1 | 1:2 | 2:3 | 1:0 |
| Unión Magdalena        | 1:2 | 0:4 | 0:2 | 1:2 | 2:2 |     | 1:5 | 1:3 | 1:3 | 3:1 | 4:3 | 2:5 | 2:3 |
| Independiente Medellín | 1:2 | 1:2 | 5:1 | 1:2 | 2:3 | 6:0 |     | 3:3 | 4:2 | 6:1 | 2:0 | 3:0 | 3:2 |
| Millonarios            | 2:1 | 3:2 | 3:2 | 2:3 | 0:1 | 3:1 | 1:1 |     | 1:2 | 1:2 | 2:3 | 3:1 | 2:0 |
| Atlético Nacional      | 2:3 | 5:1 | 2:2 | 2:3 | 7:5 | 1:2 | 2:2 | 1:2 |     | 3:1 | 2:5 | 3:2 | 2:2 |
| Deportivo Pereira      | 2:3 | 2:2 | 4:2 | 1:1 | 4:0 | 5:0 | 1:2 | 1:2 | 1:1 |     | 0:1 | 2:1 | 1:3 |
| Deportes Quindío       | 5:1 | 0:0 | 4:2 | 1:1 | 4:0 | 4:3 | 2:1 | 1:2 | 3:2 | 7:1 |     | 3:0 | 2:0 |
| Santa Fe               | 0:1 | 2:3 | 3:1 | 0:2 | 2:0 | 3:1 | 2:3 | 0:1 | 0:1 | 3:0 | 4:6 |     | 1:6 |
| Deportes Tolima        | 2:1 | 2:2 | 3:0 | 1:1 | 2:1 | 4:1 | 0:0 | 0:1 | 3:1 | 2:1 | 1:1 | 2:0 |     |

|                                      |
| Bandera de Colombia                  |
| Campeón Deportes Quindío 1.er título |

## Goleadores
| Jugador             | Equipo                 | Goles |
| ------------------- | ---------------------- | ----- |
| Jaime Gutiérrez     | Deportes Quindío       | 21    |
| José Vicente Grecco | Independiente Medellín | 20    |
| Casimiro Ávalos     | Deportivo Pereira      | 17    |
| Felipe Marino       | Atlético Nacional      | 17    |
| Alfredo Castillo    | Millonarios            | 16    |
| Carlos Arango       | Cúcuta Deportivo       | 15    |
| Alfredo Mosquera    | Deportes Tolima        | 15    |
| Bibiano Zapirain    | Cúcuta Deportivo       | 15    |